# あなたの街から
あなたの街から（あなたのまちから）は、ぎふチャンで1974年（昭和49年）1月から放送されている番組である。
かつては月～金曜の毎日に放送されていたが、後に縮小され、2007年4月の改編で週2回のみの放送となった。
各曜日タイトルが異なり、『あなたの街から○○市』というタイトルである。
県内の各市の情報や観光スポット・イベントなどを紹介する。
何曜日に何市が紹介されるかはほとんど決まっていないが、岐阜市は水曜日か金曜日に放送される。

## 放送時間
2020年4月現在
- 毎週金曜日　18:00～18:15

2007年4月～
- 毎週木曜日・金曜日　18:10～18:30

200?年～2007年3月
- 毎週月曜日～水曜日　18:10～18:30

開始～200?年
- 毎週月曜日～金曜日　18:10～18:30

### 放送時間変貌の理由
- 2005年あたりから木曜日に放送センター配給の番組が多く開始されたことや、アンヨはじょうずの放送が始まり、一時、木曜日は放送されなかった。
- また、金曜日はWeekly File ぎふの開始で、金曜日のらぶらぶワイド終了後は、WeeklyFILEぎふに全て当てられていた。（6時台）
- 2007年から夕がた屋テ!が開始され、月～水は18:30まで延伸放送となり、木・金のみの放送となった。
- 上記の理由からWeekly Fileぎふは、18:30からの短縮版となった。

## 出演者
- 原則として、GBSのレポーターが出演する。

- ナレーターは神保絵利子が担当することが多いが、伊藤伸久が担当することがある。

## 紹介する都市
- 岐阜市は、2007年4月からは金曜日の放送となる。（以前は水曜日）
- また、大垣市や各務原市、美濃加茂市や関市など岐阜市周辺は頻繁に紹介される。また、東濃では恵那市が、飛騨では高山市・飛騨市が頻繁に放送される。
- また、多治見市や中津川市、瑞浪市や下呂市などもよく紹介される。
- ただし、土岐市や美濃市は滅多に放送されない。
- 80年代、市以外の初の放送として養老町が取り上げられた。